# 마흐디 압둘자흐라
마흐디 압둘자흐라(1996년 3월 17일 ~ 2015년 3월 23일 아랍어: مهدي عبد الزهرة)는 이라크의 축구 수비수이다. 이라크 프리미어리그 내 알카흐라바 소속으로 활동했다. 2015년 3월 바그다드에서 선수단 버스로 이동 중 차량 폭탄 테러로 사망했다.